# Collège Saint-Louis de Metz
 (mai 2016).
Le collège Saint-Louis de Metz est un établissement scolaire français situé dans la ville de Metz qui a été fermé au début de la Révolution. Il fut encore appelé du nom de l'église collège Saint-Simon.

## Historique
Maison créée en 1737 au Fort-Moselle de Metz par les chanoines réguliers de Notre-Sauveur, la fondation de cette maison a été financée par l'extinction du titre abbatial de l'abbaye de Saint-Pierremont. Sous l'influence de l'abbé Joseph de Saintignon, la maison de Metz devient le collège Saint-Louis du Fort. En 1757, Saintignon y accueille la nouvelle Académie de Metz. 
Le collège connaît un succès reconnu avant de fermer dès le début de la Révolution. L'essentiel des bâtiments sont encore visibles, de part et d'autre de l'actuelle église Saint-Simon-Saint-Jude.